# Krister Kristensson
Krister Kristensson (Malmö, Suecia; 25 de julio de 1942 – 29 de enero de 2023) fue un futbolista y entrenador sueco que jugó en la posición de defensa.

## Carrera

### Club
| Periodo   | Club           | Apariciones | Goles |
| --------- | -------------- | ----------- | ----- |
| 1963–1979 | Malmö FF       | 348         | 6     |
| 1980–1981 | Trelleborgs FF | 22          | 0     |

### Selección nacional
Jugó para Suecia U21 en seis ocasiones de 1963 a 1964 sin anotar goles. Con la selección absoluta jugó en 38 ocasiones de 1967 a 1972 sin anotar goles y participó en la Copa Mundial de Fútbol de 1970.

### Entrenador
| Periodo   | Club           |
| --------- | -------------- |
| 1979–1986 | Trelleborgs FF |
| 1986–1987 | Lunds BK       |
| 1989–1993 | Höllvikens GIF |

## Vida personal
Fue parte de la mesa directiva del Malmö FF de 1995 a 2010. En 2020 le fue amputada parte de una de sus piernas luego de sufrir un accidente en Sudáfrica en 2019.

## Logros

### Club
Malmö FF,
- Allsvenskan: 1965, 1967, 1970, 1971, 1974, 1975, 1977
- Copa de Suecia: 1967, 1972–73, 1973–74, 1974–75, 1977–78
- Bragdguldet: 1979

### Individual
- Stor Grabb: 1969[8]

### Récords
- Más apariciones con el Malmö FF: 626[1]